# Eugenio Maximilianovich de Leuchtenberg

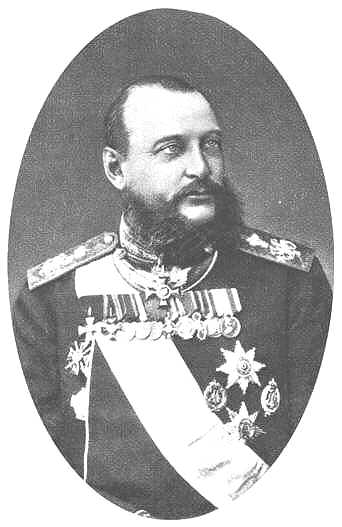

Eugenio Maximilianovich Romanovsky (en ruso, Евгений Максимилианович Лейхтенбергский) (San Petersburgo, 8 de febrero de 1847 - San Petersburgo, 31 de agosto de 1901) fue el quinto duque de Leuchtenberg.

## Biografía
Eugenio Maximilianovich nació en San Petersburgo en 1847, como el segundo varón y el quinto hijo de Maximiliano de Beauharnais, 3.er duque de Leuchtenberg, y de la gran duquesa María Nikolaevna de Rusia. Nieto del zar Nicolás I de Rusia y bisnieto de Josefina de Beauharnais. Nombrado en honor de su abuelo, Eugenio Beauharnais. Recibió entrenamiento militar.
Después de la muerte de su padre en 1852, el hermano mayor de Eugenio, Nicolás, se convirtió en el cuarto duque de Leuchtenberg. Al morir sin descendencia en 1891, Eugenio se convirtió en el quinto duque, hasta su muerte en 1901. Posteriormente, fue sucedido por su hermano menor, Jorge.
El 18 de diciembre de 1852, tras la muerte de su padre, a todos los hijos del duque Maximiliano se les permitió usar el nombre y el título de príncipe Romanovsky (o Romanovska para los descendientes femeninos), con el tratamiento de Alteza Imperial.
Eugenio fue un General de División del Ejército Imperial Ruso. Entre 1872-1873, participó en el ataque a Khiva y fue condecorado con la Orden de San Jorge de cuarta clase. Además, fue galardonado con la espada de oro, se le concedió ser adjunto de su majestad imperial y se alistó en el ejército cosaco Orenburg.
Entre 1874 y 1877 fue comandante del 5.º regimiento Húsares de Alejandría. Por su trabajo en la guerra ruso-turca de 1877, recibió la Orden de San Vladimiro de tercera clase. Se convirtió en teniente general en 1886, y fue comandante de la 37.ª División de Infantería desde 1888 hasta 1893.
Propietario del Palacio Mariinski en San Petersburgo, del palacio Roumiantsev y el palacio Leuchtenberg en Peterhof.
Murió en 1901 en San Petersburgo a los 54 años de edad, y está enterrado en la iglesia Isidorovskoy del Monasterio de Alejandro Nevski.

## Matrimonio y descendencia

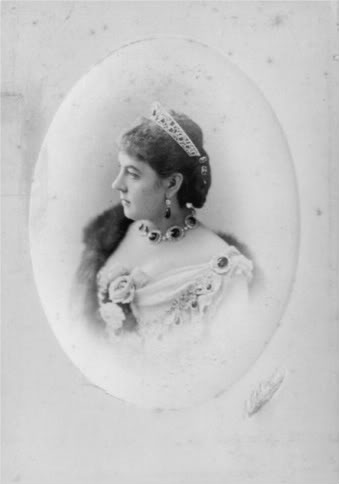
Zinaida Skóbeleva, segunda esposa de Eugenio Maximilianovich.

El 9 de enero de 1869 en Florencia, se casó en matrimonio morganático con Daria Konstantinovna Opotchinina (nieta de Mijaíl Kutúzov), que fue nombrada condesa de Beauharnais. El matrimonio duró poco tiempo pues ella murió en 1870 durante el parto, dejando una hija, Daria de Beauharnais (1870-1937). Al dar permiso para el matrimonio, el zar Alejandro II de Rusia dijo al príncipe heredero Alejandro: "Estuve de acuerdo con el matrimonio de Eugenio porque yo no veo ningún obstáculo real. Leuchtenberg no es gran duque, y no podemos preocuparnos por la disminución de su rango, que no afecta a nuestro país".
En segundo matrimonio el 2 de julio de 1878 en Peterhof, Eugenio se casó con una prima de su primera esposa, de 22 años de edad, Zinaida Dmítrievna Skóbeleva (1856-1899), (también conocida como Zina), hermana del general Mijaíl Skóbelev. Zinaida Dmítrievna recibió el título de condesa de Beauharnais (1878), y con el título de gracia de duquesa de Leuchtenberg (desde 1889). Este matrimonio no tuvo hijos.